# 希伯
希伯（希伯來語：‎，Eber ），天主教翻譯為“厄贝尔”，《聖經·創世紀》中人物，挪亞子孙，相傳為閃的后代，亚法撒的孙子，沙拉的儿子，法勒和约坍的父亲。犹太人的始祖之一，希伯來語即以他命名。希伯在儿子法勒死后，还活了约191年。法勒在世的日子，“地上的人分散了”，希伯通过约坍衍生的后代定居于阿拉伯半岛，通过法勒衍生的后代则分布在美索不达米亚平原。

## 其他同名人物
- 迦得人;住在巴珊地，是亚比哈的后代。
- 便雅悯人以利帕力的儿子之一。
- 便雅悯人的宗族首领;沙沙克的儿子之一。
- 利未祭司;亚木家的宗族首领。看来这个希伯跟大祭司约雅金、省长尼希米和做祭司的抄经士以斯拉，是同时代的人。